# Victoria Scone
Victoria Scone (Inglaterra, 6 de abril de 1993) é o nome artístico de Emily Diapre, drag queen e artista de cabaré de Cardiff, no País de Gales. Victoria alcançou estrelato ao competir na terceira temporada de RuPaul's Drag Race UK, em 2021, onde foi a primeira pessoa cisgênero a competir em qualquer temporada da franquia Drag Race (inclusive em qualquer país). Victoria retornou para competir na primeira temporada de Canada's Drag Race: Canadá vs. o Mundo, no ano seguinte.

## Carreira
Emily Diapre atua, canta e dança profissionalmente. Antes de se tornar uma artista drag em tempo integral, trabalhou na coordenação de vendas e de eventos. O nome artístico Victoria Scone foi escolhido porque parecia "algo muito britânico". "Eu queria algo comestível, já que sou uma pessoa curvilínea. Também é um trocadilho como em 'Onde está Victoria? Victoria se foi!'"
Victoria Scone competiu na terceira temporada RuPaul's Drag Race UK, sendo a primeira pessoa cisgênero a competir em qualquer temporada da franquia Drag Race, quando sua carreira drag tinha aproximadamente três anos. Victoria ficou entre as 2 pessoas melhores colocadas no primeiro episódio do programa, mas precisou se retiraram do programa no terceiro episódio porque rompeu parcialmente o ligamento cruzado anterior durante a prova de lyp sync com Krystal Versace para definir o primeiro lugar do episódio.
Victoria Scone retornou mais tarde para competir na primeira temporada do Canada's Drag Race: Canadá vs. the World contra ex-competidoras de toda a franquia Drag Race. Durante sua participação na competição, ficou entre as duas primeiras colocações em três das provas e não participou de provas de eliminação, chegando à final. Mais tarde, Victoria perdeu a prova de lyp sync para a vencedora da temporada, Ra'Jah O'Hara, na primeira rodada da final do torneio "Lip-Sync for the Crown", empatando em terceiro lugar com Rita Baga.

## Vida pessoal
Emily Diapre vive em Cardiff. No Drag Race UK, mencionou sua luta anterior contra a bulimia nervosa. Se identifica como lésbica não-binária, e usa o pronome eles/elas tanto dentro quanto fora do drag.
Durante a exibição da final de Canadá vs. Mundo, em dezembro de 2022, Emily Diapre pediu sua namorada, Dani, em casamento; no entanto, se separaram três meses depois, em março de 2023.

## Filmografia
| Year | Title                                    | Genre | Role                       | Notes                |
| ---- | ---------------------------------------- | ----- | -------------------------- | -------------------- |
| 2021 | RuPaul's Drag Race UK                    | TV    | Contestant (10th Place)    | Series 3; 5 episodes |
| 2022 | Canada's Drag Race: Canada vs. the World | TV    | Contestant (3rd/4th Place) | Season 1; 6 episodes |
| 2023 | Glow Up: Britain's Next Make-Up Star     | TV    | Pessoa convidada           | Series 5: Episode 6  |

### Websérie
| Ano  | Título                            | Papel       | Notas                                                           | Ref    |
| ---- | --------------------------------- | ----------- | --------------------------------------------------------------- | ------ |
| 2021 | Conheça as Rainhas                | Eles mesmos | Especial independente - RuPaul's Drag Race Reino Unido Série 3  | [ 14 ] |
| 2021 | Hora do chá                       | Eles mesmos | Pessoa convidada                                                | [ 15 ] |
| 2021 | Opiniões piratas                  | Eles mesmos | Pessoa convidada                                                | [ 16 ] |
| 2021 | Hansh                             | Eles mesmos | Pessoa convidada                                                | [ 17 ] |
| 2021 | O Espelho                         | Eles mesmos | Pessoa convidada; com Veronica Green                            | [ 18 ] |
| 2021 | Arraste-nos semanalmente          | Eles mesmos | Pessoa convidada; com Veronica Green                            | [ 19 ] |
| 2021 | Bate-papos sobre saída do armário | Eles mesmos | Pessoa convidada; com Lawrence Chaney                           | [ 20 ] |
| 2021 | PopBuzz encontra                  | Eles mesmos | Pessoa convidada                                                | [ 21 ] |
| 2021 | Análise do Fingerdoo              | Eles mesmos | Pessoa convidada                                                | [ 22 ] |
| 2022 | Exatamente. com Florence Given    | Eles mesmos | Pessoa convidada; Podcast                                       | [ 23 ] |
| 2022 | Conheça as Rainhas                | Eles mesmos | Especial independente - Drag Race do Canadá: Canadá vs. o Mundo | [ 24 ] |

- Bring Back My Girls (2024)

## Discografia

### Singles

#### Como artista principal
| Título            | Ano  | Álbum              |
| ----------------- | ---- | ------------------ |
| "Get Ready to Go" | 2022 | Single (sem álbum) |

#### Como artista em destaque
| Título                                                                              | Ano  | Álbum              |
| ----------------------------------------------------------------------------------- | ---- | ------------------ |
| "Bonjour, Hi!" (Versão Touché) (O elenco de Canada's Drag Race: Canadá vs. O Mundo) | 2022 | Single (sem álbum) |

## Prêmios e indicações
| Ano  | Órgão que concede prêmios | Categoria    | Trabalho | Resultado | Ref.   |
| ---- | ------------------------- | ------------ | -------- | --------- | ------ |
| 2023 | Prêmios Queerty           | Drag Royalty | Si mesmo | Indicação | [ 25 ] |